# Robert Coleman Richardson
Robert Coleman Richardson (Washington DC, EUA 1937- Ithaca, EUA 2013) fou un físic i professor universitari estatunidenc, guardonat amb el Premi Nobel de Física l'any 1996.

## Biografia
Va néixer el 26 de juny al districte federal de Washington DC. Va estudiar física a l'Institut Politècnic de Virgínia, situat a l'estat nord-americà de Virgínia, on es llicencià el 1958. El 1965 es doctorà a la Universitat Duke i actualment és professor a la Universitat Cornell.
Va morir el 19 de febrer de 2013 a Ithaca, estat de Nova York.

## Recerca científica
Al costat dels físics estatunidenc David Morris Lee i Douglas Dean Osheroff treballà en la superfluïdesa de l'isòtop heli-3, descobrint l'any 1972 com l'heli aconseguia adoptar una fluïdesa desconeguda a l'aproximar-se al zero absolut (-273 °C). Els seus treballs al voltant d'aquest gas han estat aplicades a la formulació i comprovació de la teoria de la formació de les cordes còsmiques de l'univers.
L'any 1996 fou guardonat, conjuntament amb els seus dos col·laboradors, amb el Premi Nobel de Física pels seus descobriments en superfluids amb l'isòtop Heli-3.